# 柳毛湾镇
柳毛湾镇，是中华人民共和国新疆维吾尔自治区塔城地区沙湾市下辖的一个乡镇级行政单位。

## 行政区划
柳毛湾镇下辖以下地区：
柳毛湾村、板桥村、秦家渠村、叶家庄村、陶家庄村、新户村、汇民渠村、葫芦峪村、王家庄村、头坪村、窦家庄村、皇渠村、二坪村、徐家庄村、杨家湾村、雷家庄村、黄渠庙村和沙门子村。